# Tom Cavalcante
Antônio José Rodrigues "Tom" Cavalcante (Fortaleza, 8 de março de 1962) é um humorista, ator, imitador, apresentador, radialista e dublador brasileiro. Ganhou notoriedade na década de 1990, interpretando o bêbado João Canabrava na Escolinha do Professor Raimundo e o porteiro Ribamar na sitcom Sai de Baixo.
A partir dos anos 2000, Tom teve seus próprios programas, o Megatom, na TV Globo, o Show do Tom na Record, e o Multi Tom no Multishow.

## Carreira
Em 1976, aos quatorze anos, começou a carreira se apresentando em bares no Ceará fazendo números de humor em esquetes onde fazia imitações de diversos artistas. Em 1982, Tom foi ao Rio de Janeiro e pediu emprego em algum humorístico da emissora, alegando ser promissor como humorista, porém foi recusado pela emissora. Em 1984, tentou participar do Show de Calouros, no SBT, porém não foi selecionado pela produção para se apresentar no palco. No mesmo ano, conquistou uma vaga como radialista na Rádio Verdes Mares, onde apresentou o programa humorístico Ligação Direta por cinco anos. Durante as eleições de 1986, trabalhou abrindo comícios políticos com esquetes de imitação. Em 1987, apresentou o telejornal VM Notícias, na TV Verdes Mares, afiliada cearense da Rede Globo. Em 1989, conheceu Chico Anysio, que o convidou a retornar à capital carioca para participar do Chico Anysio Show. Com o final deste, passou a participar de outro programa de Chico: a Escolinha do Professor Raimundo, vivendo o bêbado João Canabrava, personagem criado por ele mesmo. Em 1996, Daniel Filho o convidou para participar do Sai de Baixo, vivendo o porteiro Ribamar.
Depois de desentendimentos com outros atores do elenco e roteiristas do programa, Tom se retirou do elenco do Sai de Baixo em maio de 1999. Em 1998, Tom Cavalcante substituiu Xuxa por 1 dia durante sua licença-maternidade no Planeta Xuxa, no qual apresentou seus vários personagens e imitações. Em 2000, ganhou seu programa solo, o Megatom, exibido nas tardes de domingo. O programa saiu do ar em maio de 2001. Pouco depois, Tom Cavalcante passou a fazer parte do elenco do extinto Zorra Total, sempre esperando retomar seu programa. Infeliz com sua situação na emissora desde o cancelamento do Megatom, Tom aceitou o convite da RecordTV para comandar seu próprio programa no horário nobre, estreando o Show do Tom diariamente em uma mistura de humor com programas de auditório, através de quadros como a paródia do reality show O Aprendiz, denominada O Infeliz. Após dois especiais de final de ano, em 2009 também estrelou a sitcom Louca Família por duas temporadas. Em 18 de novembro de 2011, anunciou sua saída da emissora, mudando-se para os Estados Unidos para que sua filha pudesse ter uma educação aprimorada.
Nesta época, também começou a estudar inglês e trabalhou em workshops da New York Film Academy, além de contratar o mesmo agente de Jim Carrey para tentar ingressar no cinema em Hollywood, o que acabou não ocorrendo. Durante este tempo, gravou um curta-metragem bancado com seu próprio dinheiro em que interpretava três papéis, Pizza Me, Mafia.
Após uma rápida passagem pelo Brasil para alguns shows em teatro, Tom retornou ao país em 2015, assinando com o canal pago Multishow para fazer a sitcom #PartiuShopping. Em 2016, estrelou o programa Casa dos Políticos, uma sátira à corrupção no Brasil e à Casa dos Artistas, e estreou um novo programa de auditório, o Multi Tom, que ficou na emissora até o final de 2017. Em 2018, estrelou a sitcom Dra. Darci, estreando um novo personagem - um terapeuta que se veste de mulher devido ao sucesso em seu programa de rádio. No mesmo ano, Tom fez 42 anos de carreira.
No final de 2023, após 12 anos, ele retorna à Record para apresentar o especial Família Record e o programa Acerte ou Caia, game show baseado no Roleta Russa que também já foi exibido pela emissora.

## Filmografia

### Televisão
| Ano           | Título                          | Personagem                              | Nota                                                |
| ------------- | ------------------------------- | --------------------------------------- | --------------------------------------------------- |
| 1987          | Nordeste Rural                  | Apresentador                            |                                                     |
| 1987–89       | VM Notícia                      | Apresentador                            |                                                     |
| 1990          | Chico Anysio Show               | Vários                                  |                                                     |
| 1991          | Estados Anysios de Chico City   | Vários                                  |                                                     |
| 1991–95       | Escolinha do Professor Raimundo | João Canabrava                          |                                                     |
| 1996–99       | Sai de Baixo                    | Ribamar Ferreira da Peixera Silva Pinto |                                                     |
| 2000–01       | Megatom                         | Apresentador / Vários Personagens       |                                                     |
| 2001–04       | Zorra Total                     | Pitbicha / João Canabrava / Ribamar     |                                                     |
| 2004–11       | Show do Tom                     | Apresentador / Vários Personagens       |                                                     |
| 2009–10       | Louca Família                   | Willian Frederico Perez Pinheiro (Tóla) |                                                     |
| 2014          | Trair e Coçar É Só Começar      | Primo Zózimo                            | Episódio: "O Primo"                                 |
| 2015-16       | #PartiuShopping                 | Gildo                                   |                                                     |
| 2015          | Tomara que Caia                 | João Canabrava / Ribamar                | Episódio: "Quem Você Deixaria em uma Ilha Deserta?" |
| 2015          | Vai que Cola                    | Mirosvaldo Lacerda                      | Episódio: "Mirosvaldo"                              |
| 2016          | Casa dos Políticos              | Pedro Miau                              |                                                     |
| 2016–20       | Multi Tom                       | Apresentador / Vários                   |                                                     |
| 2018-presente | Dra. Darci                      | Dra. Darci                              |                                                     |
| 2020-21       | Faz Teu Nome                    | Apresentador                            |                                                     |
| 2021–presente | LOL: Se Rir, Já Era!            | Apresentador                            |                                                     |
| 2023          | Família Record                  | Apresentador                            |                                                     |
| 2024-presente | Acerte ou Caia!                 | Apresentador                            |                                                     |
| 2024          | Os Parças - A Série             | Toinho                                  |                                                     |
| 2024          | Cazalbé, O Herdeiro da Graça    | Ele mesmo                               | Série documental                                    |
| 2025          | Show 60 Anos                    | João Canabrava                          | Homenagem aos 60 Anos da Globo                      |

### Cinema
| Ano  | Título                 | Personagem                               | Nota            |
| ---- | ---------------------- | ---------------------------------------- | --------------- |
| 2003 | Xuxa Abracadabra       | Narrador                                 | Voz             |
| 2014 | Pizza Me Mafia         | Joe Calzone / Tom Calzone / Mama Calzone | Também produtor |
| 2017 | Os Parças              | Toinho                                   |                 |
| 2018 | Sai de Baixo - O Filme | Ribamar, Tia Jaula                       |                 |
| 2019 | Os Parças 2            | Toinho                                   |                 |

### Dublagem
| Ano  | Título                                      | Personagem             |
| ---- | ------------------------------------------- | ---------------------- |
| 1998 | Dr. Dolittle                                | Lucky                  |
| 2002 | Dr. Dolittle 2                              | Lucky                  |
| 2002 | Dr. Dolittle 2                              | Archie                 |
| 2006 | Xuxinha e Guto Contra os Monstros do Espaço | Douglas Wonder         |
| 2006 | O Mar Não Está Para Peixe                   | Troy                   |
| 2008 | Horton e o Mundo dos Quem                   | Prefeito de Quemlândia |
| 2016 | Norm e os Invencíveis                       | Norm                   |

### Rádio
| Ano     | Título         | Personagem   | Notas              |
| ------- | -------------- | ------------ | ------------------ |
| 1984–89 | Ligação Direta | Apresentador | Rádio Verdes Mares |

### Internet
| Ano           | Título                  | Cargo        | Plataforma |
| ------------- | ----------------------- | ------------ | ---------- |
| 2008-presente | Canal do Tom Cavalcante | Apresentador | YouTube    |

## Personagens
- Ana Maria Bela
- Anitom
- Bebete
- Caetano Veloso
- Cabritto Jr.

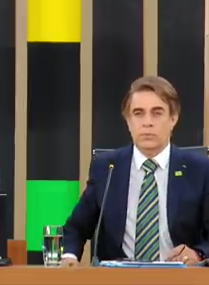
Tom Cavalcante como Tomsonaro

- Cap. Sentimento
- Fagner
- Falcão
- Geraldo Chuchuckmin
- Gilberto Gil
- Gluglu
- Ivonete Recebe
- Jarilene
- João Canabrava
- João Glória Jr.
- Maria Betônia
- Maria Linda
- Michel Tomer
- Pedro Bilal
- Pitbicha
- Regina Volganso
- Renatom Aragão
- Ribamar
- Ronaldo Espertom
- Ronaltom
- Sandy
- Siltom Santos
- Solanta
- Soldado 011
- Tomandro (KLB)
- Tomberto Carlos
- Tomciano Huck
- Tomdovil
- Tomciane Pinheiro
- Tomloísa Helena
- Tompete Justus
- Tomsonaro
- Tomtom Soares
- Vô Venâncio
- Wainéssa Camargo

## Premiações e indicações
| Ano  | Prêmio       | Categoria           | Indicação | Resultado |
| ---- | ------------ | ------------------- | --------- | --------- |
| 2022 | Prêmio iBest | Influenciador Ceará | Ele mesmo | TOP3      |